# 霹雷摩芝窟
33°31′42″N 126°46′12″E / 33.5282°N 126.7701°E
霹雷摩芝窟是韩国的一座岩溶洞，被韩国当地人称呼为“万丈窟”（韓語：만장굴/萬丈窟），是世界上最长的洞穴以及世界上最长的熔岩洞。该洞穴位于韩国济州岛的中部，漢拏山东北偏北的的位置，长度有13,268m（13.268km）长，不过洞口不大，只容纳一个人进出。也就是说如果人类在没有任何导航设施或没在洞穴做任何标记的情况下，走进去此洞穴以后就很难再走出来。中国大陆电视剧《谁劫持了抗战物资》第18集拍摄过程中曾在此处取景。

## 发掘洞穴
该洞穴第一次发现的时候是在1971年，被济州山友会会员探险时所发现，当初曾深入到约七、八千米处。但后来被禁止进入参观。直到1981年春，韩国文化公报部才允许科学家进入参观，那时候是以韩国洞窑协会和日本洞窑协会组成共有64人的联合调查团进行8天的探测，经过勘测，测得主洞长2917米，其中大大小小的支洞达到59个，而所有的支洞合计共长8532米。而且此洞口的大小只容纳一人进出，其中该洞穴里面洞内还套着洞，像一颗大树那样不少分叉。那些支洞不仅平面交叉，而且立体相连。有些分叉还有小的分叉。洞穴内部有一部分地方的高度只有0.4m那么矮。洞穴中间的洞顶下陷形成三个出入口。有部分山洞几乎与地面呈90°角，加上有部分垂直的洞四壁光滑如镜那样似的。在洞穴的湖泊附近有所谓的“喷泉”其实是地下的一条暗河，发出来的声音打击石笋与哭泣声音很相似。

## 洞穴内的景色
该洞穴有世界上最大的熔岩球（直径达2.7m），在洞的尽头有潺潺的流水，因为洞的中央是一个湖泊。湖水的颜色像淡奶液那样纯白。在湖面上漂浮着许多呈各种各样颜色、两尺见方的不规则物体，其中第29个支洞最容易迷路。目前该洞穴目前只开放了1km的一小段只供游客参观，且游客进出的出入口是洞穴第二个出入口。由于该山洞又是由火“熔”成的奇特而又美丽的“天堂地狱”，所以说关押在这里的“人”要想逃出这“地狱”，由于该洞穴的道路艰难和周边令人胆寒的沼泽（因为里面有眼镜蛇和长翼蝠动物出现），还有黑暗的洞窟令人倍觉神秘。所以如果没有向导，一旦在此山洞迷路，想走出这山洞基本上都是不可能的事情。该洞穴内除了有钟乳石和熔岩笋以外，还有其他奇形怪状的的石头，更不用说那些倒挂的石笋和笔直的石柱了。

## 洞穴的形成
该洞穴是由火熔成的。大约在200万年以前，漢拏山附近是一片熔岩横流的火海，由于当时火山爆发持续了几百年之久。老的熔岩还未彻底凝固且外部刚刚冷凝，新的熔岩又来了且老的熔岩内部还在流动不止。当内部熔岩东奔西窜时，它所经过的地方就变成了空空的隧道。而至于为什么这么多支洞的原因就是因为火山爆发的熔岩曾五次流动过这些洞穴。而洞穴里面的怪异石头是由熔岩在下落过程中边扭曲、边冷凝而形成的怪异石头。